# Akhalkalaki
Akhalkalaki (in georgiano ახალქალაქი?) è un comune della Georgia, situato nella regione di Samtskhe-Javakheti. Akhalkalaki si trova ai margini dell'altopiano di Javakheti. La città si trova a circa 30 chilometri (19 miglia) dal confine con la Turchia. La storia documentata della città risale all'XI secolo.

## Origine del nome
Il nome Akhalkalaki, registrato per la prima volta nelle Cronache georgiane dell'XI secolo, significa "una nuova città", dal georgiano [ɑxɑli] "nuovo" e [kʰɑlɑkʰi], "città" o "città". I suoi nomi armeno e turco, Akhalakak e Ahılkelek, rispettivamente, sono trascritti dal georgiano. I resoconti etnografici del XIX secolo hanno un altro nome armeno per la città, Nor-Kaghak, che significa anche "una nuova città".

## Storia
Akhalkalaki fu fondata da Bagrat IV di Georgia nel 1064. Nel 1066, la città fu distrutta durante le invasioni selgiuchide del Regno di Georgia. Nell'XI secolo Akhalkalaki divenne uno dei centri politici ed economici di Javakheti. Nel XVI secolo la città passò sotto il dominio dell'Impero Ottomano e divenne il capoluogo di un sangiacato dell'Eyalet di Childir. Sotto il dominio ottomano, la città era conosciuta come "Ahılkelek". La città è passata dagli ottomani ai russi dopo la guerra russo-turca nel 1828-1829. Il 4 gennaio 1900, un terremoto distrusse gran parte della città e uccise 1000 persone nell'area.

## Infrastrutture e trasporti
Il villaggio incrocia da sud le strade del confine con l'Armenia e la Turchia, da nord la strada da Borjomi – Gori e da est-ovest da Batumi a Tblisi a sud del Caucaso Minore.
Una linea ferroviaria lunga 160 km è stata costruita tra il 1982 e il 1986 in tre parti. Il bivio della linea Tblisi – Erewan è a Marabda.
Nell'aprile 2005 è stato firmato un accordo per costruire una nuova ferrovia, la ferrovia Baku-Tbilisi-Kars, che collega la Turchia con la Georgia e l'Azerbaigian, passando vicino ad Akhalkalaki. Ciò aggirerebbe la linea esistente attraverso Gyumri in Armenia che è stata chiusa dalla Turchia, bloccando l'Armenia, per motivi politici dagli anni '90. La ferrovia è diventata operativa il 30 ottobre 2017.